# Poa laxiflora
Poa laxiflora là một loài cỏ trong họ hòa thảo, thuộc chi poa.